# ابرمردان ماله‌گوان
ابرمردان ماله‌گوان (انگلیسی: Supermen of Malegaon) یک فیلم مستند هندی به کارگردانی فائزه احمد خان است که در سال ۲۰۱۲ منتشر شد. در آغاز این فیلم تنها به‌منظور پخش در «شبکهٔ تلویزیونی سنگاپور» ساخته شد، اما پس از پخش گسترده و بازخورد مثبت منتقدان، برندهٔ جوایز گوناگی گشت.

## داستان
ابرمردان ماله‌گوان دربارهٔ عشق و علاقهٔ شدید اهالی ماله‌گوان به فیلم‌سازی و سینماست. این شهر مملو از تنش‌های روزمره و همگانی زندگی، فقر و دشواری‌های زندگی است و ساکنان آن برای فراز از این مشکلات، به ساخت نقیضه‌هایی از فیلم‌های بالیوود روی می‌آوردند. این فیلم روایتی از ساخت آندست از فیلم‌هاست.